# Mysmenella samoënsis
Mysmenella samoënsis är en spindelart som först beskrevs av Marples 1955.  Mysmenella samoënsis ingår i släktet Mysmenella och familjen Mysmenidae. Inga underarter finns listade i Catalogue of Life.